# هورشت ولتر
هورشت ولتر (به آلمانی: Horst Wolter) بازیکن فوتبال و دروازه‌بان اهل آلمان است که از سال ۱۹۶۷ میلادی عضو تیم ملی فوتبال آلمان بوده‌است. وی در ۱۳ بازی ملی حضور داشته است و آخرین بازی ملی خود را در سال ۱۹۷۰ میلادی انجام داد. هورشت ولتر در بازی‌های ملی‌اش گلی به ثمر نرساند.